# Isolda de Irlanda

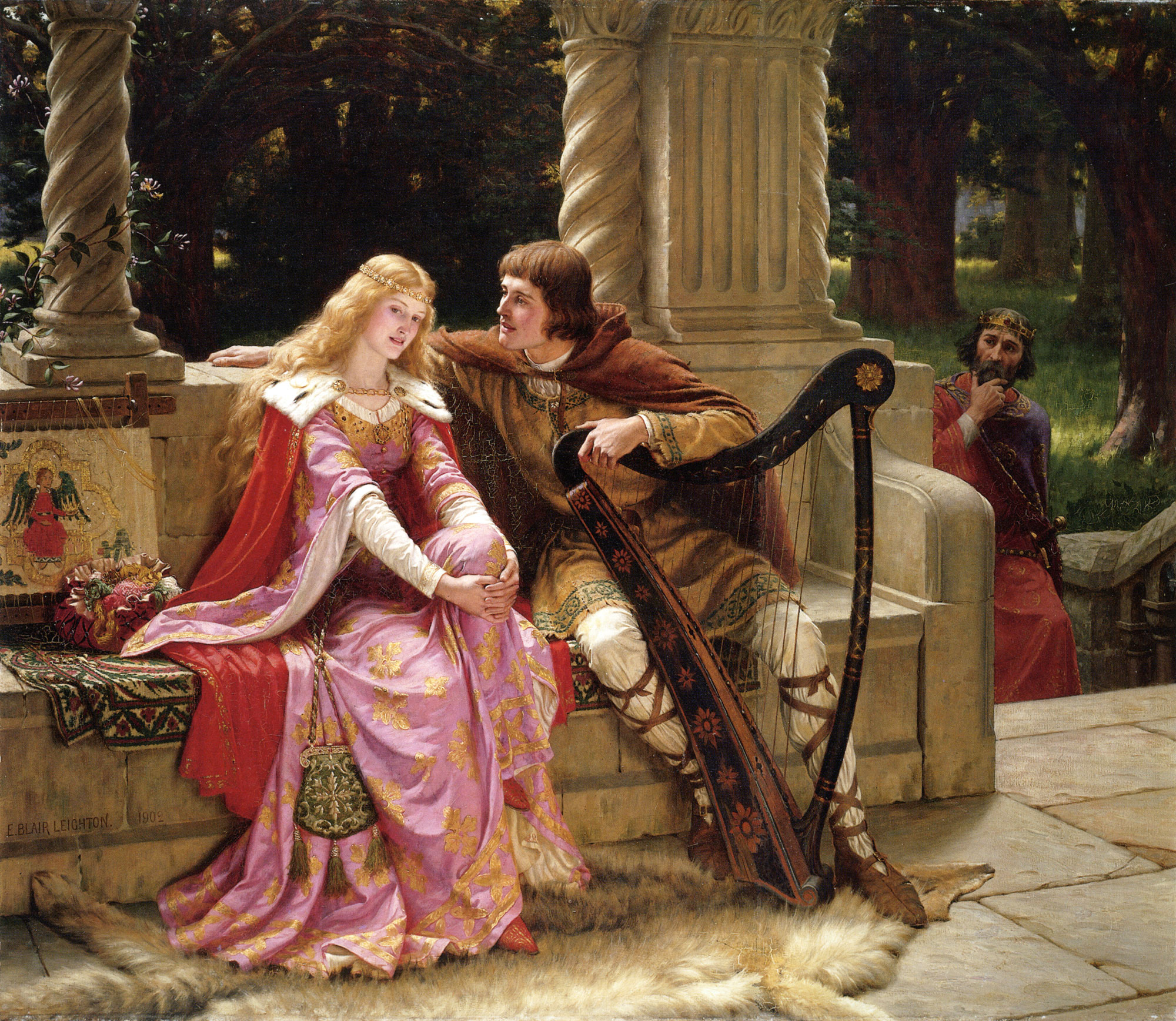
Tristán e Isolda representados por Edmund Blair Leighton.

Isolda de Irlanda (otras versiones del nombre son Isolde, Iseult, Iseo, Yseult, Isode, Isoude, Isotta, etc.) es uno de los personajes de este nombre que aparece en la narración artúrica de «Tristán e Isolda». Su nombre, que no es de origen irlandés, deriva de Adsiltia, que significa «la que es contemplada», en idioma anglosajón. En la leyenda, Isolda es esposa del rey Marco de Cornualles y amante de «Sir Tristán», uno de los caballeros de la mesa redonda. Su madre, la reina de Irlanda, también se llamaba Isolda. La tercera Isolda es la de las «Manos Blancas», hija del rey «Hoel de Bretaña», hermana de «Sir Kahedin», y finalmente, esposa de Tristán. El personaje sirvió también de inspiración a la ópera de Richard Wagner «Tristan e Isolda».

## Isolda de Irlanda

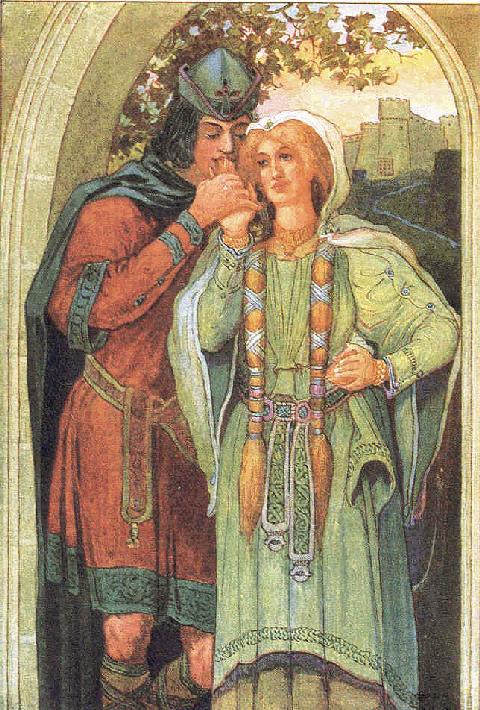
La partida de Sir Tristán por Louis Rhead (1858-1926) con la bella Isolda.

La princesa, conocida también como «Isolda la Justa», «Isolda la Bella» e «Isolda la Blonda» -rubia-, es hija del rey irlandés Anguish y de Isolda, la reina madre. Es uno de los personajes principales de los poemas Tristán de Béroul, Tomás de Bretaña y Gottfried von Strassburg. Aparece por primera vez como joven princesa que cura a Tristán de las heridas recibidas al luchar contra el tío de ella, Morholt. Al descubrir Tristán que se ha revelado su identidad, huye hacia su tierra, pero luego retorna a Irlanda para pedir la mano de Isolda y esposarla con su tío, el Rey Marco. Isolda, durante el tiempo de ausencia de Tristán, se ha comprometido con un malvado mayordomo que afirma haber matado a un dragón, pero cuando Tristán demuestra que realmente ha sido él quien ha matado a la bestia, los padres de la princesa aceptan que se case con Marco. Durante el viaje de vuelta a Cornualles, Isolda y Tristán toman accidentalmente una poción de amor, (custodiada por Brangaine, doncella de la princesa), que la reina madre había preparado para Isolda y Marco. Tristán e Isolda se enamoran perdidamente e inician un idilio que acaba cuando Marco destierra a Tristán de Cornualles. En la poesía, los amantes no se reencuentran hasta que Tristán está en su lecho de muerte, pero en la versión en prosa, más tardía, y en las obras que se derivan, Tristán retorna de Bretaña y retoma su idilio con Isolda. En estas versiones, Mark es mucho menos compasivo, y los amantes acaban huyendo de su ira. Lancelot los refugia en sus tierras y viven varias aventuras. En partes anteriores de la narración también se integran otros episodios, incluyendo algunos en los que aparece el caballero sarraceno Palamedes, enamorado de Isolda, y, en algunas versiones, la pareja llega a tener hijos. En la versión en prosa, el amor de los amantes llega a su fin cuando Marco los encuentra mientras Tristán le toca el arpa a Isolda bajo un árbol; el cruel rey apuñala a su sobrino por la espalda, y, como acto final, Tristán, a instancias de Isolda, lo abraza tan fuerte que le causa la muerte.
En la mitología irlandesa, existe la leyenda popular de que Isolda podría haber vivido en el suburbio dublinés de Chapelizod, ya que de ahí deriva este topónimo, y donde también creen que se encuentran sus restos.

## Isolda de Bretaña

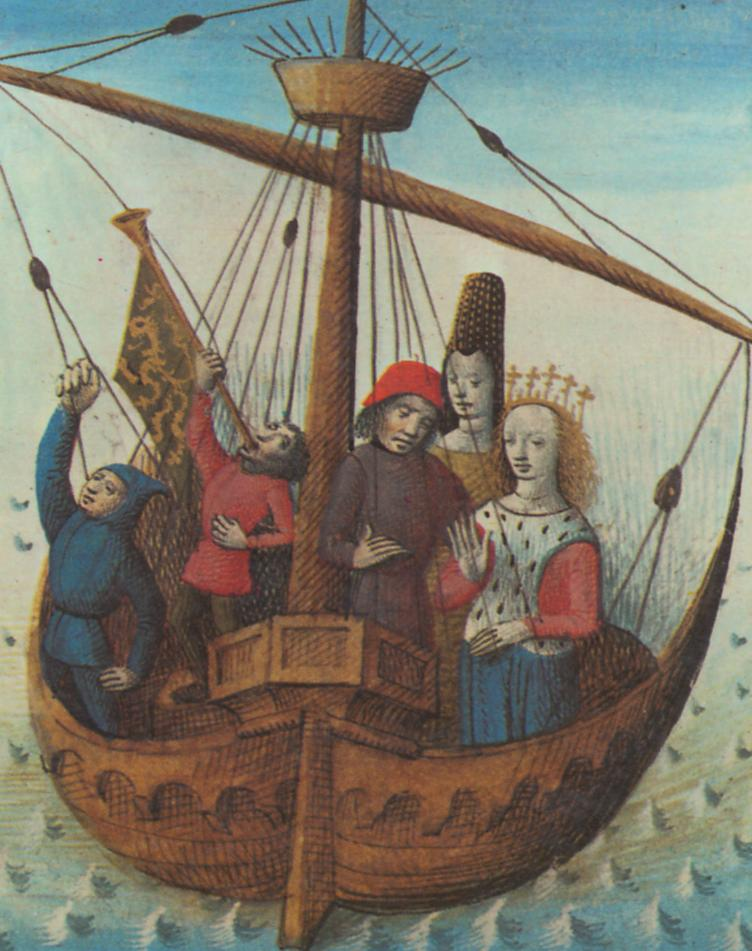
Isolda navegando en busca de Tristán. Obra del artista Evrard d'Espinques.

Cuando el Rey Mark es consciente de la aventura amorosa entre Tristán e Isolda, lo exilia a Bretaña y a no retornar nunca más a Cornualles. Ahí, Tristán es encomendado al cuidado de Hoel luego de quedar herido. Así, conoce a Isolda, que es la hija de Hoel, y se casa con ella porque comparte el mismo nombre que su antigua amante, sin embargo, nunca llegan a consumar el matrimonio por el amor que siente Tristán por Isolda de Irlanda.
Durante una aventura en Bretaña, Tristán sufre por tener una herida envenenada que solo Isolda la bella, la curandera más hábil, puede remediar. En ese momento, Tristán manda un barco a buscarla, pidiéndole a la tripulación que usen velas blancas si Isolda está a bordo y negras si no lo está. Isolda decide partir y el velero corre de vuelta a casa con velas blancas. Sin embargo, Tristán está demasiado débil para mirar por la ventana para ver la señal y le pide a su mujer que lo compruebe por él. En un momento de celos, Isolda La de las manos blancas, le dice que las velas son negras y Tristán expira de desesperación. Cuando Isolda de Irlanda llega y encuentra a su amante muerto, la pena la sobrecoge y se postra a su lado. Esta secuencia de la muerte no aparece en el Tristán de prosa. De hecho, mientras Isolda de las manos blancas figura en nuevos episodios, nunca se la menciona de nuevo luego del retorno de Tristán, aunque su hermano Kahedin sigue siendo un personaje prominente.

## Leyenda
Existen dos versiones principales sobre la leyenda de Tristán. La primera se compone de los poemas franceses de la segunda mitad del siglo XII, Thomas de Bretaña y Béroul. Sus fuentes pueden rastrearse hasta el romance original de estereotipo celta. Otras versiones posteriores provienen del Tristán de prosa (1240), el cual era marcadamente distinto de los cuentos anteriores escritos por Thomas y Béroul. El Tristán de prosa se convirtió en el cuento medieval de Tristán e Isolda que supondría el trasfondo de las escrituras de Thomas Malory, el autor inglés que escribió Le Morte d'Arthur (1649).
La historia y el carácter varían de poema en poema. Incluso difiere considerablemente la ortografía de sus nombres, aunque Tristán suele escribirse así casi siempre. La mayoría de las versiones de la historia de Tristán siguen la misma línea.